# Лаури-Корри, Армар, 1-й граф Белмор
Армар Лаури-Корри, 1-й граф Белмор (англ. Armar Lowry-Corry, 1st Earl Belmore; 7 апреля 1740 — 2 февраля 1802) — ирландский дворянин и политик.

## Происхождение

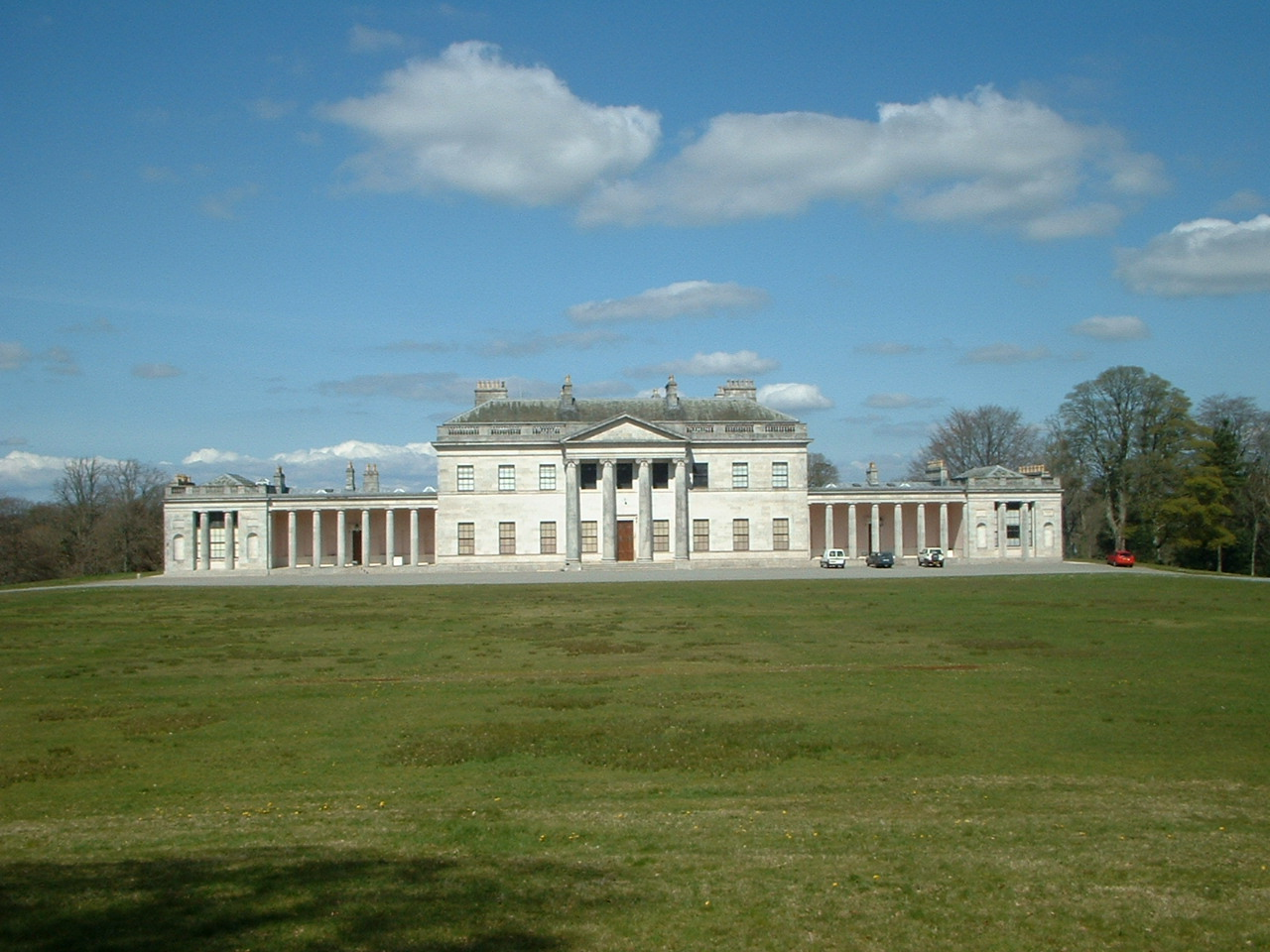
Замок Кул, графство Фермана, Ирландия

Родился 7 апреля 1740 года под именем Армар Лаури. Старший сын политика Гэлбрейта Лаури (позднее Лаури-Корри) (1706—1769), и его жены Сары Корри (1709—1779), второй дочери полковника Джона Корри из Касл Кул, графство Фермана.

## Карьера
Армар Лоури заседал в Ирландской палате общин от графства Тирон (1768—1781).
6 января 1781 года ему был пожалован титул барона Белмора из замка Кул в графстве Фермана (Пэрство Ирландии). 6 декабря 1789 года он был назначен виконтом Белмором (Пэрство Ирландии), а 20 ноября 1797 года — графом Белмором в графстве Фермана.
Лорд Белмор занимал должности главного шерифа графства Тирон в 1769 году и графства Фермана в 1779 году.

## Замок Кул
Армар Лаури унаследовал семейное поместье семьи Корри в замке Кул в 1774 году и взял дополнительное фамилию Корри в знак признания этого наследства. Документы семьи Лоури-Корри показывают, что политические амбиции графа были важным фактором в восстановлении замка Кул, который широко известен как самый роскошный классический дом XVIII века в Ирландии, прославленный как шедевр Джеймса Уайетта.
Хотя он унаследовал различные семейные поместья общей площадью около 70 000 акров (280 км2), с арендной платой не менее 12 000 фунтов стерлингов в год и поднялся по карьерной лестнице, в конечном итоге Акт об унии 1800 года лишил его шансов на политическое влияние. Все, что осталось от его амбиций, — это сам замок Кул, и он действительно был источником удовлетворения скорее для потомков, чем для него самого, поскольку он фактически передал свое различное имущество своему сыну и наследнику Сомерсету, когда он достиг совершеннолетия в 1795 году.

## Семья
Лорд Белмор был трижды женат. 3 октября 1771 года он женился первым браком на леди Маргарет Батлер (23 января 1748 — апрель 1775), старшей дочери Сомерсета Батлера, 1-го графа Каррика (1718—1774), и его жены леди Джулианы Бойл, дочери Генри Бойла, 1-го графа Шеннона. У супругов было двое сыновей:
- Гэлбрейт Лаури-Корри (1772—1773)
- Сомерсет Лаури-Корри, 2-й граф Белмор (11 июля 1774 — 18 апреля 1841)[1], второй сын и преемник отца.

Вторично лорд Белмор женился 2 марта 1780 года в Дублинском замке на леди Харриет Хобарт (7 апреля 1762 — 14 июля 1805), старшей дочери Джона Хобарта, 2-го графа Бакингемшира, который в то время был лордом-лейтенантом Ирландии, и жены Мэри Энн Друри, дочери генерал-лейтенанта сэра Томаса Друри, 1-го баронета Оверстоуна. У супругов родилась одна дочь:
- Леди Луиза Мэри Энн Джулия Гарриет Лаури-Корри[англ.] (3 апреля 1781 — 19 апреля 1862), которая с 1804 года была замужем за Джорджем Джоном Монтегю, 6-м графом Сэндвичем.

Второй брак лорда Белмора был впоследствии расторгнут парламентским актом в 1793 году, а леди Белмор позже вышла замуж за Уильяма Керра, 6-го маркиза Лотиана. Он женился в третий раз 1 марта 1794 года в Бате (графство Сомерсет) на Мэри Энн Колдуэлл (17 апреля 1755 — 13 декабря 1841), старшей дочери сэра Джона Колдуэлла, 4-го баронета из замка Колдуэлл, графство Фермана, от его жены Элизабет Хорт, дочери Джозайя Хорта, архиепископа Туамского.
Лорд Белмор скончался в Бате 2 февраля 1802 года в возрасте 61 года, и ему наследовал его единственный сын Сомерсет Лаури-Корри.